# Narcyz wielokwiatowy

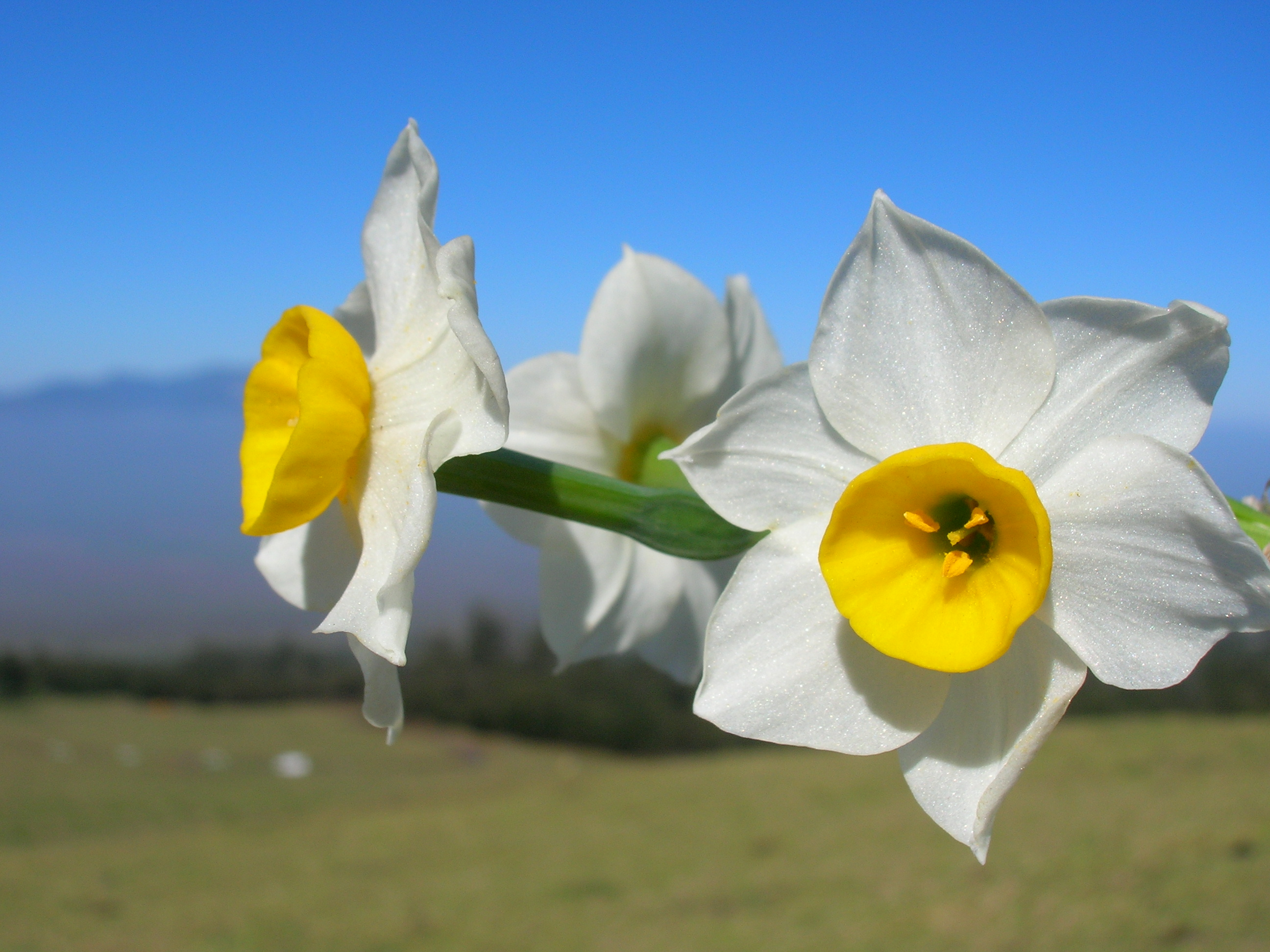
Kwiaty

Narcyz wielokwiatowy (Narcissus tazetta L.) – gatunek roślin z rodziny amarylkowatych.

## Zasięg geograficzny
Zasięg jego rodzimego występowania ciągnie się od Maroka i Hiszpanii po Chiny i Syberię. Występuje w Afryce Północnej (Maroko, Libia, Algieria, Egipt), Europie Południowej (Portugalia, Hiszpania, Francja, Włochy, Grecja, Jugosławia, Albania, południowo-zachodnia  Rosja), Azji Zachodniej (Cypr, Turcja, Izrael, Liban, Syria, Jordania, Iran, Irak), na Zakaukaziu, Zachodniej Syberii i dwóch prowincjach Chin (Fujian, Zhejiang). Ponadto rozprzestrzenia się gdzieniegdzie poza obszarem swojego rodzimego występowania, nie wszędzie jego zasięg został dokładnie zbadany. Jest uprawiany w wielu krajach świata, również w Polsce.

## Morfologia
PokrójGeofit cebulkowy o wysokości 30–60 cm.
LiścieRównowąskie, ostro zakończone. Wszystkie wyrastają tylko z cebuli, tworząc różyczkę liściową.
ŁodygaBezlistna z kwiatostanem złożonym z 3–15 kwiatów.
KwiatyPachnące, pojedynczy ma długość 3–5 cm, białe, szerokojajowate płatki okwiatu i żółty przykoronek o szerokości dwukrotnie większej od wysokości.

## Biologia i ekologia
Rośnie na miejscach wilgotnych, w wilgotnych szczelinach skał i w zbiorowiskach roślinnych typu batha i frygana. W Izraelu kwitnie od listopada do grudnia.
Zawiera niemal niewykrywalny dla węchu człowieka fenolopochodny związek organiczny zwany orcinolem, który jednak bardzo dobrze jest wykrywany przez pszczoły. 

## Udział w kulturze
- Zdaniem znawców roślin biblijnych narcyz ten jest dwukrotnie wymieniony w Biblii: w Księdze Izajasza (35,1-2) jako lilia polna, ozdoba Karmelu i Saronu oraz w Pieśni nad Pieśniami (2,1), w wersecie „Jam narcyz Saronu, lilia dolin”. W niektórych tłumaczeniach Biblii w wersetach tych nie występuje narcyz lecz róża Szaronu; jest to tłumaczenie błędne, występujące w oryginale hebrajskie słowo havatzelet wskazuje wyraźnie na roślinę wyrastającą z cebuli. Narcyz wielokwiatowy licznie występuje w niektórych regionach Izraela, również w wymienionych w powyższych cytatach Biblii Karmelu i na równinie Szaron[7][6].
- Dwie cebule narcyza wielokwiatowego znajdowały się w jednym z grobowców egipskich: jedna była owinięta w lniane płótno, druga pozłacana[7].